# Uno (namn)
Uno är ett mansnamn med oklart ursprung. Det kan antingen komma från det fornnordiska namnet Une, bildat till verbet una som betyder 'trivas, vara till freds', eller från latinets Unus med betydelsen 'en'. Une (runsvenska Uni) förekommer på runinskrifter, t.ex. denna i Holmsta: "Säger lät hugga stenen efter Une, sin son".
Namnet Uno har använts i Sverige sedan 1500-talet.
Namnet är vanligast bland män över 50 år. För närvarande får endast några enstaka pojkar i varje årskull namnet som tilltalsnamn.  Den 31 december 2010 fanns det totalt 11 233 personer i Sverige med namnet Uno, varav 2 651 med det som tilltalsnamn. År 2003 fick 49 pojkar namnet, varav två fick det som tilltalsnamn.
Namnsdag: 14 augusti, (1986–1992: 25 maj, 1993–2000: 4 november). I den finlandssvenska namnsdagslängden har Uno namnsdag 25 juni sedan starten 1929, då en egen namnsdagskalender togs i bruk för finlandssvenskar.
Namnet Uno (alternativt Uuno) förekommer även i Finland och Estland.

## Personer med namnet Uno
- Hans-Uno Bengtsson, professor i fysik
- Uno Cygnæus, finlandssvensk präst och pedagog
- Uno Ebrelius, konsertsångare och sångpedagog
- Uno Eng, författare
- Uno ”Myggan” Ericson, journalist och författare, revyexpert
- Uno Forthmeiier, arkitekt
- Uno Hedin, sportkommentator och travexpert i Radiosporten
- Uno Henning, skådespelare
- Uuno Klami, finländsk tonsättare
- Uno Larsson, statist och fotograf
- Uno Lindberg, konstnär
- Karl-Uno Olofsson, friidrottare
- Uno Palmström, författare
- Uno Sanli, olympier
- Carl-Uno Sjöblom, radio- och tevepersonlighet
- Uno Stjernqvist, operasångare
- Uno Svenningsson, musiker
- Uno von Troil, ärkebiskop
- Uno Vallman, konstnär
- Uno Willers, historiker, riksbibliotekarie
- Uno Åhrén, arkitekt
- Uno "Garvis" Öhrlund, ishockeyspelare
- Sosuke Uno, japansk premiärminister och diplomat